# Douglas Bower
Douglas Bower CBE AFC (* 6. Januar 1920 in Huddersfield, West Yorkshire; † 3. Oktober 2003) war ein britischer Luftwaffenoffizier der Royal Air Force, der zuletzt im Range eines Generalmajors (Air Vice Marshal) zwischen 1973 und 1975 Assistierender Chef des Luftwaffenstabes für operative Anforderungen (Assistant Chief of the Air Staff (Operational Requirements)) war. Er war der erste Navigator, der einen Generalsrang erreichte.

## Leben

### Ausbildung zum Navigator und Zweiter Weltkrieg
Bower absolvierte seine schulische Ausbildung in Plymouth und im Anschluss daran ein Studium am Huddersfield Technical College, das er als Elektro- und Maschinenbautechniker abschloss. Während des Zweiten Weltkrieges begann er 1941 seine Ausbildung zum Navigator bei der RAF und wurde am 6. November 1942 zum Leutnant (Pilot Officer) befördert. Nach der Ausbildung wurde er 1943 Navigator bei der mit Handley Page Halifax-Bombern ausgestatteten No. 77 Squadron RAF und dort am 6. Mai 1943 zum Oberleutnant (Flying Officer) befördert. In der Nacht vom 22. auf den 23. Oktober 1943 flog er als Navigator eines Handley Page Halifax-Bombers zu einem Luftangriff nach Kassel. Dort wurde das Flugzeug abgeschossen, wobei drei Crew-Mitglieder ums Leben kamen und die vier überlebenden Crew-Mitglieder festgenommen wurden.
In der Folgezeit befand sich Bower in deutscher Kriegsgefangenschaft, die er überwiegend im Stalag Luft 1 in Barth an der Ostsee verbrachte. 1945 verweigerte er seine Teilnahme an dem sogenannten „langen Marsch“, bei dem alliierte Kriegsgefangene aus den osteuropäischen Kriegsgefangenenlagern nach Westeuropa gebracht werden sollten.

### Testpilot und Teilnahme an Rekordflügen

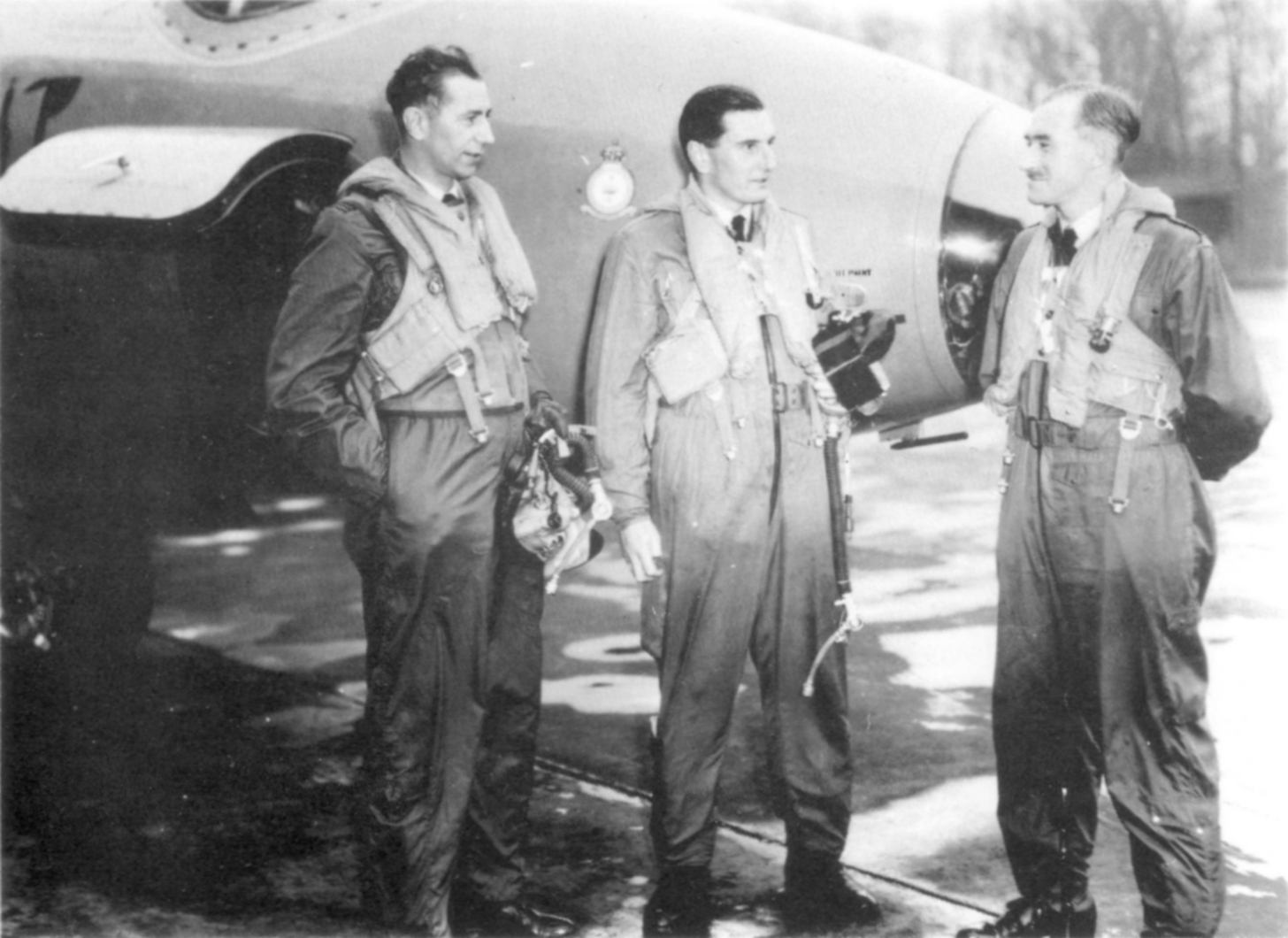
Navigationsoffizier Douglas Bower (links) mit dem Piloten und späteren Marshal of the Royal Air Force Andrew Humphrey (Mitte) und dem zweiten Navigator R. Powell (rechts) nach dem Rekord-Flug von London nach Kapstadt (1953)

Nach der Befreiung aus der Kriegsgefangenschaft wurde Bower 1946 zunächst Offizier in der Forschungsabteilung der Königlichen Flugzeuganstalt RAE (Royal Aircraft Establishment). Am 10. September 1946 wurde seine Militärdienstzeit als Zeitsoldat (Extended Service Commission) verlängert und er zum Hauptmann (Flight Lieutenant) befördert, wobei diese Beförderung zunächst auf den 23. Mai 1946 sowie am 25. Februar 1947 noch einmal nachträglich auf den 1. September 1945 verlegt wurde. An der RAE nahm er zwei Jahre an Testflugeinsätzen teil und nahm 1948 an einem Sonderlehrgang für Navigatoren teil. 1947 gehörte er zu den Gründungsmitgliedern der Royal Institute of Navigation (RIN). Er wurde anschließend 1948 Offizier im Stab der Luftnavigationsschule (Empire Air Navigation School). Am 22. März 1949 als Berufssoldat (Permanent Commission) in die RAF aufgenommen und absolvierte in der Folgezeit einen Lehrgang am RAF Staff College Bracknell.
Nach Abschluss des Lehrgangs wurde Bower am 1. Juli 1950 zum Major (Squadron Leader) befördert und Offizier in der Abteilung für Flugnavigation im Luftwaffenstab. Am 5. Juni 1952 wurde er Mitglied des Order of the British Empire (MBE). 1953 fand er als Verwendung als Navigator im Stab des aus der Empire Central Flying School hervorgegangenen RAF Flying College auf dem Militärflugplatz RAF Manby. In dieser Zeit nahm er an zahlreichen bedeutenden Flugtests teil. Am 19. Dezember 1953 gehörte er zur Crew späteren Marshal of the Royal Air Force Andrew Humphrey, der mit ihm und dem zweiten Navigator R. Powell bei einem Flug mit einem Kampfflugzeug vom Typ English Electric Canberra von London nach Kapstadt einen Geschwindigkeitsrekord aufstellte und diese Strecke in 13 Stunden 16 Minuten zurücklegte. Am 14. Oktober 1954 schrieb er erneut britische Luftfahrtgeschichte als Navigator von Andrew Humphrey, der als Pilot einer English Electric Canberra das erste Strahlflugzeug der RAF zum Nordpol flog. Am 1. Januar 1955 wurde ihm das Air Force Cross (AFC) verliehen. 1955 nahm er als Navigator mit dem Piloten und späteren Air Marshal Ivor Broom an weiteren Pionierflügen mit dem English Electric Canberra-Modell Aries IV teilnahm.

### Stabsoffizier und Aufstieg zum Air Vice Marshal
Bower, der am 1. Juli 1956 zum Oberstleutnant (Wing Commander) befördert wurde, fungierte 1958 als Kommandeur (Commanding Officer) der Luftwaffenbasisunterstützungsgruppe (Base Support Wing) während der sogenannten Operation Grapple, einer Reihe britischer Kernwaffentests auf Malden Island und Kiritimati im Pazifischen Ozean. Am 1. Januar 1958 wurde ihm das Offizierskreuz des Order of the British Empire (OBE) verliehen. Im Anschluss wurde er im Mai 1958 Kommandeur der No. 617 Squadron, die zu dieser Zeit mit vierstrahligen strategischen Bombern vom Typ Avro Vulcan ausgerüstet wurde. Am 23. Mai 1960 wurde er Leiter der operativen Gruppe der auf dem Luftwaffenstützpunkt RAF High Wycombe stationierten No. 1 Group RAF.
Am 7. Juni 1961 wurde Bower Kommandeur des Luftwaffenstützpunktes RAF Lindholme und erhielt in dieser Verwendung einen Monat später am 1. Juli 1961 seine Beförderung zum Oberst (Group Captain). Danach war er zeitweise Kommandeur der Schule des Bomberkommandos BCBS (Bomber Command Bombing School) auf dem Militärflugplatz RAF Finningley sowie im Anschluss seit dem 28. September 1964 stellvertretender Leiter der Abteilung für Arbeitskräfte im neugeschaffenen Verteidigungsministeriums.
Bower wurde am 1. Januar 1966 zum Air Commodore befördert und absolvierte im Anschluss einen Lehrgang am Imperial Defence College in London. 1967 war er Direktor des Projekts zur Einführung des zweistrahligen überschallfähigen Kampfflugzeuges McDonnell F-4 Phantom in der RAF und den Fliegerverbänden der Royal Navy. Am 1. Januar 1971 wurde er Commander des Order of the British Empire (CBE). Daraufhin wurde er am 16. November 1971 als Senior Air Staff Officer (SASO) Stabschef der No. 1 Group RAF.
Zuletzt wurde Bower am 27. Januar 1973 zum Generalmajor (Air Vice Marshal) befördert und übernahm die Funktion des Assistierenden Chefs des Luftwaffenstabes für operative Anforderungen (Assistant Chief of the Air Staff (Operational Requirements)). Diese bekleidete er bis zu seinem Ausscheiden aus dem aktiven militärischen Dienst am 6. Januar 1975 und war in dieser Zeit unter anderem für die Entwicklung des zweisitzigen Mehrzweckkampfflugzeuges (MRCA) Panavia Tornado verantwortlich.
Bower, der Fellow des Royal Institute of Navigation war, engagierte sich als Vizepräsident der Kurzwaffenvereinigung der Luftwaffe (RAF Small Arms Association) sowie als Präsident der Yorkshire Rifle Association und nahm an zahlreichen Schießwettbewerben teil.